# Jasper Ockeloen

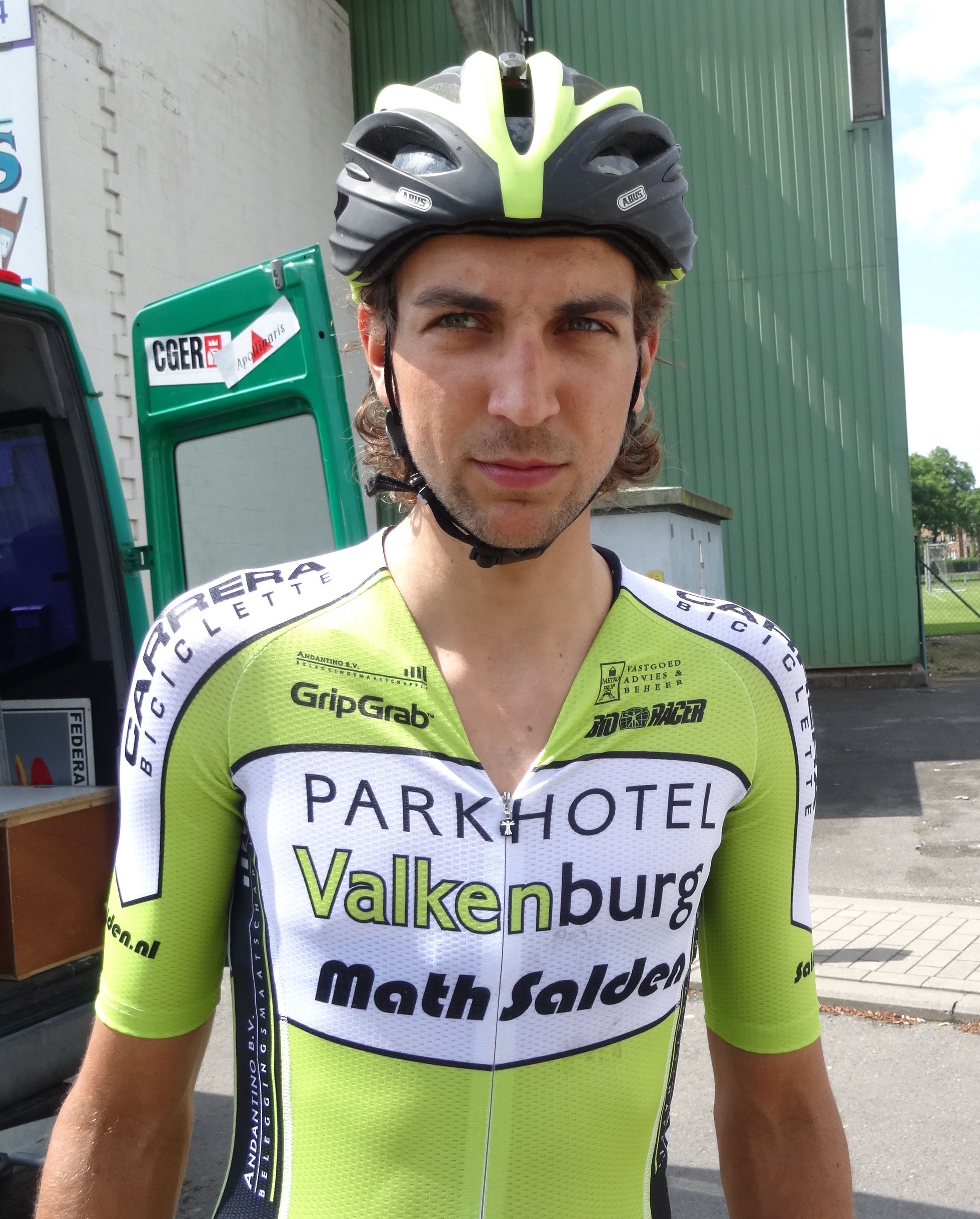
Jasper Ockeloen (2014)

Jasper Ockeloen (* 10. Mai 1990) ist ein niederländischer Cyclocross- und Straßenradrennfahrer.
Als Juniorenfahrer wurde Jasper Ockeloen 2006 beim Superprestige in Veghel-Eerde Dritter. Im nächsten Jahr gewann er den Weltcup in Pijnacker-Nootdorp. Auf der Straße wurde er 2008 niederländischer Meister im Straßenrennen der Junioren. Seit der Saison 2009 fährt Ockeloen für Rabobank Continental, das Farmteam der niederländischen ProTour-Mannschaft Rabobank.

## Erfolge – Straße
2008
- Niederländischer Meister – Straßenrennen (Junioren)

## Teams
- 2009 Rabobank Continental
- 2010 Rabobank Continental
- 2011 Donckers Koffie-Jelly Belly
- 2012 Parkhotel Valkenburg Cycling Team
- 2013 Parkhotel Valkenburg Cycling Team
- 2014 Parkhotel Valkenburg Continental